# Чечулин, Николай Дмитриевич
Никола́й Дми́триевич Чечу́лин (3 [15] ноября 1863, Череповец, Новгородская губерния — 14 февраля 1927, Борисоглебск, Череповецкая губерния) — русский историк, археограф, коллекционер. Действительный статский советник (1911). Член-корреспондент Российской Академии наук (1921).

## Биография
Родился 3 (15) ноября 1863 года в мелкопоместной дворянской семье. Отец — Дмитрий Николаевич, мать — Мария Павловна, сестра Н. П. Петрова. Младший брат Сергей — врач.
Окончил Ярославскую гимназию (1881) и кандидатом историко-филологический факультет Императорского Санкт-Петербургского университета (1885); ученик К. Н. Бестужева-Рюмина и Е. Е. Замысловского. Его выпускное сочинение «Записки Болотова как исторический источник» было удостоено серебряной медали и он был оставлен на кафедре русской истории для подготовки к профессорскому званию.
Магистр русской истории с 1892 года; диссертация «Города Московского государства в XVI веке» была удостоена премии графа Уварова. Доктор русской истории за диссертацию «Внешняя политика Екатерины II (1762—1774)», которую он защитил 8 декабря 1896 года.

### Учёный
Принадлежал к «петербургской школе» историков. Переработал выпускное сочинение в монографию «Русское провинциальное общество во второй половине XVIII века», занимался историей общественных отношений в этот период и в конце жизни.
В своей магистерской диссертации поставил перед собой задачу изучить положение городов «как факторов культурно-экономической жизни». Обратил внимание на малоисследованные вопросы, связанные с определением количественного и сословного состава населения городов, занятий представителей каждого сословия, их повинностей, а также с выяснением социально-экономических особенностей городских поселений в разных регионах Московского государства в XVI веке.
Затем основной сферой его научных интересов стала русская история времён правления Екатерины II. В своей докторской диссертации утверждал, что екатерининская дипломатия была изначально самостоятельна и носила успешный характер, а «правительство Екатерины II в первую половину царствования постоянно и неуклонно преследовало выгоды русского государства и народа, не подчиняясь никаким посторонним влияниям и не жертвуя силами и средствами русского народа для достижения целей ему совершенно посторонних». Работа Н. Д. Чечулина о внешней политике Екатерины II вызвала противоречивые оценки современников — хотя она и была удостоена докторской степени, но учёного упрекали в «патриотической» ангажированности, односторонности оценок роли лиц, руководивших внешней политикой России (в частности, Н. И. Панина), незнании иностранных языков, что привело к сужению источниковой базы исследования. По словам А. Е. Преснякова, источником всех исследовательских интересов Н. Д. Чечулина был «его националистический патриотизм, крепкий и искренний».
Его книга «Очерки по истории русских финансов в царствование Екатерины II» была удостоена премии графа Уварова. Был членом Русского исторического общества, Археографической комиссии, Московского археологического общества, Общества любителей древней письменности, Русского географического общества.
В 1894—1899 — помощник редактора и секретарь редакции «Журнала министерства народного просвещения».

## Педагогическая деятельность
В 1891—1913 — приват-доцент Санкт-Петербургского университета, вёл спецкурсы по русской истории («Царствование Екатерины II», «Учение, училища и воспитание на Руси в XI—XIX веках»), источниковедению («Русские мемуары XVIII в.»). Не сделал большой педагогической карьеры из-за небольшого речевого недостатка, затруднявшего преподавательскую деятельность. Был более склонен к кабинетной научной работе.

### Библиотекарь и источниковед
В 1896—1915 работал в Публичной библиотеке: младший помощник библиотекаря (с 1 января 1896), старший помощник библиотекаря (с 1 января 1901) в Отделении истории. С 1 сентября 1904 — заведующий Отделением филологии, в 1906—1915 — заведующий Отделением изящных искусств и технологии, с 1914 — помощник директора библиотеки. В это время посетил Германию и Францию, где познакомился со способами хранения предметов искусства в музеях и библиотеках.
Был редактором и одним из авторов таких капитальных работ как «Истории Правительствующего Сената за двести лет, 1711—1911», «Императорская публичная библиотека за сто лет», «Государи из Дома Романовых, 1613—1913».
Археограф и источниковед. Под его редакцией были изданы «Сборники императорского Русского исторического общества» (тт. 134, 136, 144, 147), «Наказ императрицы Екатерины II» (в серии «Памятники русского законодательства»), под его наблюдением вышли в свет издания Новгородских писцовых книг и Псковской судной грамоты. Автор литературоведческих статей, переводчик с древнегреческого сочинений поэта Лукиана. Известный коллекционер гравюр.
В 1915—1917 годах — попечитель Виленского учебного округа.

### Последние годы жизни
После Февральской революции весной 1917 ушёл в отставку с государственной службы, уехал в своё имение в село Борисоглебск, а в 1918 переселился в Череповец. Его имущество (имение с молочной фермой, крендельной и кондитерской мастерскими, мельницей) было национализировано. Продолжал заниматься научной деятельностью, работал над монографиями «Литература общественных знаний в России XVIII в.» и «Русская провинция во второй половине XVIII столетия».
В память о Н. Д. Чечулине в деревне Ирма Шекснинского района установлен памятный знак-стела. В череповецкой Центральной городской библиотеке им. В. В. Верещагина организуются Чечулинские чтения.